# 神月円心流
神月円心流（しんげつえんしんりゅう）とは、岡田俊郎が開いた武道の流派。「古武道」と称しているが、その内容はトンファーや琉球棒術などの沖縄古武道を中心に、合気道系の技法の柔術や神道夢想流杖術などの日本本土の武道を加えたものとなっている。
岡田俊郎は、少林流、賢友流、糸東流など様々な空手道の流派やサイ、ヌンチャク、トンファー、棒術などの沖縄古武道を学んだ空手家であった。保勇（少林寺流空手道錬心舘初代宗家）の高弟であったが、錬心舘から独立し琉球少林流空手道月心会を設立した。
岡田は空手や沖縄古武道の他に、神道夢想流杖術と併伝流派の一角流十手術・一心流鎖鎌術や無双直伝英信流居合、合気道、八光流柔術などの本土の武道も学んだが、これらと沖縄古武道を合わせ神月円心流を開いた。
現在、琉球少林流空手道と並行して指導している。